# Krupp Titan
Der Titan ist ein Lkw-Modell der Fried. Krupp Motoren- und Kraftwagenfabriken, das von 1950 bis 1951 in Nürnberg und von 1951 bis 1954 in Essen gebaut wurde. Bis 1951 wurde das Fahrzeug ausschließlich als Südwerke Titan vermarktet, ab 1951 bis zum Produktionsende hieß es Krupp-Südwerke Titan. Die Zugmaschine auf Titan-Basis wurde als S 80 bezeichnet. In der gesamten Produktionszeit wurden 976 Fahrzeuge gebaut.

## Produktion
Nachdem die Essener Kruppwerke 1943 bei einem Fliegerangriff zerstört worden waren, übersiedelte die Lkw-Fertigung Krupps zunächst ins Elsass und dann 1944 auf Befehl des Naziregimes nach Franken. Die Lkw-Produktion wurde auf drei Standorte verteilt: Kulmbach, Bamberg und Nürnberg, wobei die Endmontage in Nürnberg erfolgte. Der Markenname wurde in „Südwerke“ geändert. Als der Titan 1950 auf den Markt kam, wurde er zunächst in Nürnberg gefertigt, obgleich Krupp die Produktion ab Oktober 1950 wieder nach Essen zurückverlagerte. Erst im März 1951 endete die Produktion des Titans in Nürnberg und wurde noch bis 1954 in Essen fortgeführt. Im selben Jahr verschwand auch der Markenname Südwerke.

## Technik

### Fahrwerk und Getriebe
Der Titan ist ein zweiachsiger Lkw mit vernietetem Leiterrahmen und vorderer sowie hinterer Starrachse. Die Hinterachse hat Zwillingsbereifung, während die Vorderachse einfach bereift ist. Beide Achsen sind mit jeweils zwei halbelliptischen längsliegenden Blattfedern gefedert. Die Räder sind Stahlgussspeichenräder mit Trilexfelgen der Dimension 8,5-22 oder 8,5-24. Die Reifen haben die Größe 12-22 oder 12-24. Die Fußbremse ist eine Druckluftbremse von WABCO, die mit Innenbacken-Trommelbremsen auf alle vier Räder wirkt. Die Handbremse für die Hinterachse wird mit zwei Hebeln betätigt. Die Lenkung ist eine Schneckenlenkung mit links angeordneter Lenksäule.
Die Kraft wird vom Motor über eine Zweischeibentrockenkupplung des Typs Fichtel & Sachs LA2/50 HG auf das  mechanische Sechsgangkugelschaltgetriebe des Typs ZF AK 6-75S übertragen, das baulich vom Motor getrennt ist. Von dort gelangt die Antriebskraft über eine zweiteilige Gelenkwelle, einen hypoidverzahnten Achsantrieb und ein Kegelraddifferenzial an die Hinterräder.

### Motor
Der Motor ist der Krupp SW 6, ein wassergekühlter Sechszylinder-Reihen-Zweitakt-Dieselmotor mit Direkteinspritzung und Roots-Spülgebläse. Weil deutschen Herstellern nach dem Krieg der Bau von Dieselmotoren mit mehr als 150 PS vom Alliierten Kontrollrat verboten worden war, besteht er aus zwei kleineren Dreizylinder-Reihenmotorblöcken des Typs SW 3, die auf eine gemeinsame, geschmiedete und achtfach gelagerte Kurbelwelle arbeiten. Die beiden Motorblöcke, die Kurbelgehäuse und Zylinderblock umfassen, sind aus Gusseisen, der Zylinderkopf mit Metall-Asbestdichtung zum Motorblock hin ist aus Leichtmetall. Der Motor hat auswechselbare nasse Laufbuchsen. Graugusskolben von Mahle mit vier Kompressionsringen und zwei Ölabstreifringen übertragen über gleitgelagerte Doppel-T-Pleuel die Kraft auf die Kurbelwelle. Der Hubraum des Motors beträgt 8724 cm³ bei einer Zylinderbohrung von 115 mm und einem Kolbenhub von 140 mm, die Leistung ist mit 190 PS (140 kW) (bis 1951) beziehungsweise 210 PS (154 kW) (ab 1951) angegeben.
Gleichstromgespülte Zweitakter wie der SW 6 haben keine Einlassventile, sondern Einlassschlitze und Auslassventile im Zylinderkopf. Beim SW 6 sind es je Zylinder drei senkrecht hängende Ventile, die über eine im Kurbelgehäuse liegende Nockenwelle, Stößel, Stoßstangen und Kipphebel betätigt werden. Die Nockenwelle wird über Stirnräder von der Kurbelwelle angetrieben.
Anders als kleine Zweitaktottomotoren, bei denen das Frischgas im Kurbelgehäuse vorverdichtet wird, saugen Dieselmotoren reine Luft an und können deshalb nicht mit Treibstoff-Öl-Mischung geschmiert werden. Außerdem arbeiten sie mit hoher Luftzahl (λ). Die benötigten größeren Spülluftmengen für den Ladungswechsel werden von einer externen Spülluftpumpe bereitgestellt, hier von einem über Keilriemen angetriebenen Roots-Gebläse, damit möglichst wenig Abgas im Zylinder verbleibt.
Eine Kolbenpumpe fördert den Kraftstoff in zwei Einspritzpumpen (Typ Deckel PSA 13) mit Fliehkraftregler. Über Einspritzdüsen (Typ Deckel DN 10) wird er direkt in die Kolbenmulden eingespritzt. Vorher wird der Kraftstoff von einem Papierfilter gereinigt. Der Motor hat Druckumlaufschmierung mit zwei getrennten Ölkreisläufen und zwei Ölwannen. Das Öl wird von Zahnradölpumpen gefördert. Ein Ölbadluftfilter vor dem Spülgebläse reinigt die Ansaugluft.
Auf Wunsch war eine Motorbremse (Drosselklappe im Auspuff) lieferbar, die die Bremsleistung des Krupp Titan verstärkte.

## Technische Daten
| Typ S 80                         | Typ S 80                                                         | Typ S 80                          | Typ S 80                       | Typ S 80                               | Typ S 80 | Typ S 80         | Typ S 80         |
| -------------------------------- | ---------------------------------------------------------------- | --------------------------------- | ------------------------------ | -------------------------------------- | --- | ---------------- | ---------------- |
| Motor                            | Motor                                                            |                                   | Maße, Gewichte und Füllmengen  | Maße, Gewichte und Füllmengen          | | Kraftübertragung | Kraftübertragung |
| Motorbezeichnung                 | SW 6                                                             | Länge                             | 8715 mm                        | Kupplung                               | Zweischeibentrockenkupplung Fichtel & Sachs LA 2/50 HG                                                               |                  |                  |
| Motortyp                         | Zweitaktmotor                                                    | Breite                            | 2500 mm                        | Getriebe                               | Sechsganggetriebe ZF AK 6-75S                                                                                        |                  |                  |
| Gemischbildung                   | Innen                                                            | Höhe                              | 2950 mm                        | Getriebeübersetzungen                  | 1. Gang: 6,44 2. Gang: 4,1 3. Gang: 2,61 4. Gang: 1,62 5. Gang: 1 6. Gang: 0,72 R. Gang: 5,92                        |                  |                  |
| Bauart                           | Doppeldreizylinder, Reihe                                        | Überhang, vorn                    | 2000 mm                        | Getriebeübersetzungen                  | 1. Gang: 6,44 2. Gang: 4,1 3. Gang: 2,61 4. Gang: 1,62 5. Gang: 1 6. Gang: 0,72 R. Gang: 5,92                        |                  |                  |
| Zylinderanzahl                   | 6                                                                | Überhang, hinten                  | 1450 mm                        | Getriebeübersetzungen                  | 1. Gang: 6,44 2. Gang: 4,1 3. Gang: 2,61 4. Gang: 1,62 5. Gang: 1 6. Gang: 0,72 R. Gang: 5,92                        |                  |                  |
| Ventilsteuerung                  | hängende Auslassventile, Einlass schlitzgesteuert                | Radstand                          | 5000 mm                        | Getriebeübersetzungen                  | 1. Gang: 6,44 2. Gang: 4,1 3. Gang: 2,61 4. Gang: 1,62 5. Gang: 1 6. Gang: 0,72 R. Gang: 5,92                        |                  |                  |
| Kühlung                          | Wasserkühlung                                                    | Spurweite                         | vorn: 2020 mm hinten:1820 mm   | Antrieb auf                            | Hinterräder |                  |                  |
| Gemischaufbereitung              | Direkteinspritzung                                               | Bodenfreiheit                     | 310 mm                         | Reifengröße                            | 12-22 oder 12-24 |                  |                  |
| Einspritzdruck                   | 226 bar                                                          | Leergewicht                       | 6700 kg                        | Höchstgeschwindigkeit                  | 62,5 km/h |                  |                  |
| Bohrung × Hub                    | 115 × 140 mm                                                     | Maximal zulässiges Gesamtgewicht  | 16000 kg                       | Druckluft-Bremsanlage von Westinghouse | Bremstrommeldurchmesser 480 mm                                                                                       |                  |                  |
| Hubraum                          | 8724 cm³                                                         | Maximale Auflagelast              | 9300 kg                        | Elektrische Anlage                     | Elektrische Anlage                                                                                                   |                  |                  |
| Nennleistung                     | 140 kW bei 1700 min−1 (bis 1951) 154 kW bei 1700 min−1 (ab 1951) | Maximale Anhängelast              | 25300 kg                       | Anlasser                               | 24-V-Schraubtriebanlasser Bosch BPD 6/24 ARS 147, elektromagnetisch betätigt                                         |                  |                  |
| Maximaldrehmoment                | 981 Nm bei 1200 min−1                                            | Zulässige Achslasten              | vorn: 6000 kg hinten: 10000 kg | Lichtmaschine                          | Keilriemengetrieben, Bosch LJ/GK300/12/1400 R1, 300 W oder 700 W, 12 V Ladebeginn bei Kurbelwellendrehzahl 770 min−1 |                  |                  |
| Verdichtungsverhältnis           | 14:1                                                             | Füllmenge des Kraftstoffbehälters | 205 l                          | Batterie                               | 2 × 12-Volt-Bleisäureakkumulator, 180 Ah                                                                             |                  |                  |
| Mittlerer Arbeitsdruck           | 7 bar                                                            | Füllmenge der Ölwannen            | je 15 l                        | Scheinwerfer                           | Kugelfußscheinwerfer, 35 W, ⌀ 220 mm                                                                                 |                  |                  |
| Zündfolge                        | 1-6-2-4-3-5                                                      | Füllmenge des Getriebegehäuses    | 11 l                           | Tachometer                             | Anzeigebereich 0–70 km/h                                                                                             |                  |                  |
| Spezifischer Kraftstoffverbrauch | 238 g/kWh bei 1200 min−1                                         | Füllmenge des Wasserkühlers       | 45 l                           | Fahrtrichtungsanzeiger                 | Einbaupendelwinker                                                                                                   |                  |                  |
| Motormasse                       | 1073 kg                                                          | Wendekreisdurchmesser             | 18,5 m                         | Kraftstoffverbrauch                    | 20 l/100 km |                  |                  |